# Achille Talon
Achille Talon é uma série de banda desenhada franco-belga humorística sobre o personagem do mesmo nome criada por Greg em 1963.

## História
Achille Talon é o estereótipo do cidadão quadragenário francês da classe média, falador e vaidoso. Achille Talon tem um pequeno mundo à sua medida, uma pequena vivenda numa zona residencial, um vizinho agressivo, Lefuneste, uma noiva de origem nobre, Virgule de Guillemet, um pai apreciador de cerveja e uma boa mãe que lhe faz umas boas refeições.
Foi criada por Greg em 1963 para a revista francesa Pilote, a sua primeira aparição foi a 14 de Novembro de 1963 no nº212.
A primeira aparição em Portugal foi na revista Tintin nº1 do 2º ano a 31 de Maio de 1969.

## Álbuns
1. Achille Talon cerveau choc, 1966
2. Achille Talon aggrave son cas, 1967
3. Achille Talon persiste et signe, 1969
4. Mon fils à moi, 1970
5. L'Indispensable Achille Talon, 1971
6. Achille Talon au pouvoir, 1972
7. Les Insolences d'Achille Talon, 1973
8. Achille Talon méprise l'obstacle, 1973
9. Les Petits Desseins d'Achille Talon, 1974
10. Le Roi de la science-diction, 1974
11. Brave et honnête Achille Talon, 1975
12. Achille Talon au coin du feu, 1975
13. Pas de pitié pour Achille Talon, 1976
14. Le Mystère de l'homme à deux têtes, 1976
15. Le Quadrumane optimiste, 1976
16. Le Trésor de Virgule, 1977
17. Le Roi des Zôtres, 1977
18. Le Coquin de sort 1978
19. Le grain de la folie, 1978
20. Viva Papa!, 1978
21. Ma vie à moi, 1978
22. Le sort s'acharne sur Achille Talon, 1979
23. Achille Talon et la main du serpent, 1980
24. L'Âge ingrat, 1980
25. L'Esprit d'Éloi, 1980
26. L'Arme du crocodile, 1981
27. Ne rêvons pas, 1981
28. L'Insubmersible Achille Talon, 1981
29. La Loi du bidouble, 1982
30. Achille Talon a un gros nez, 1982
31. Il n'y a Dieu merci qu'un seul Achille Talon, 1982
32. La Traversée du disert, 1983
33. La Vie secrète du journal Polite, 1983
34. L'incorrigible Achille Talon, 1983
35. Achille Talon à bout portant, 1984
36. Achille Talon n'a pas tout dit, 1985
37. L'Archipel de Sanzunron, 1987
38. Achille Talon contre docteur Chacal et mister Bide!, 1989
39. Talon Achille pour les dames, 1989
40. Achille Talon et le monstre de l'étang Tacule, 1989
41. L'appeau d'Ephèse, 1991
42. Le musée Achille Talon, 1996
43. Achille Talon a la main verte, 1998 (desenho Widenlocher, argumento Christian Godard)
44. Tout va bien!, 2000 (desenho Widenlocher, argumento Didier Christmann, com o pseudónimo Brett)
45. Le Maître est Talon , 2001
46. Le Monde merveilleux du journal Polite, 2004 (desenho Widenlocher, argumento Herlé e Didier Christmann, com o pseudónimo Brett)
47. Achille Talon crève l'écran, 2007 (desenho Moski, argumento Pierre Veys)
48. Achille Talon n' arrète pas le progrès, 2009 (desenho Moski, argumento Pierre Veys)

### Em Portugal
1. Não ao sonho!, Greg, Meribérica
2. Achille Talon agrava o seu caso, Greg, Meribérica, 1982

### Colecção 16x22
- 03 - As férias de Achille Talon, Greg, Meribérica
- 06 - Achille Talon ainda não disse tudo, Greg, Meribérica
- 11 - Com 50 graus de febre!, Greg, Meribérica, 1983
- 20 - Vizinho de elite, Greg, Meribérica, 1984
- 21 - O ABC da BD, Greg, Meribérica, 1984
- 25 - O invencível Achille Talon, Greg, Meribérica, 1984
- 29 - O homem de poucos amigos, Greg, Meribérica